# Pottsia laxiflora
Pottsia laxiflora är en oleanderväxtart som först beskrevs av Bi., och fick sitt nu gällande namn av O. Kuntze. Pottsia laxiflora ingår i släktet Pottsia och familjen oleanderväxter. Inga underarter finns listade i Catalogue of Life.